# Claude Lévi-Strauss
Claude Lévi-Strauss [klód lévi-strós] (28. listopadu 1908, Brusel – 30. října 2009, Paříž) byl francouzský antropolog a filosof, významný představitel strukturalismu, profesor Collège de France, člen Francouzské akademie a nositel Řádu čestné legie.

## Život
Narodil se 28. listopadu 1908 v Belgii v zámožné židovské rodině. Jeho dědeček byl rabínem. Lévi-Strauss vystudoval práva a filosofii na Sorbonně. V roce 1935 nastoupil jako profesor na univerzitu v São Paulu a do roku 1939 podnikl několik expedic do Mato Grosso a do okolí Amazonky. Krátce před válkou se vrátil do Francie, v letech 1939–1940 sloužil jako dobrovolník v armádě. Byl nasazen na východě Francie na Maginotově linii. Po kapitulaci odejel do New Yorku, kde přednášel na New School for Social Research. Tam se mimo jiné seznámil s významným strukturalistickým lingvistou Romanem Jakobsonem. Společně s Jacques Maritainem a Henri Focillonem založil a vedl svobodnou francouzskou univerzitu v New Yorku. Po válce byl povolán do Paříže a roku 1945 odejel jako kulturní poradce velvyslanectví opět do New Yorku. Roku 1948 se této funkce vzdal, v roce 1949 se stal náměstkem ředitele antropologického muzea v Paříži a profesorem religionistiky na École Pratique des Hautes Études. Od roku 1959 do odchodu do penze v roce 1982 byl profesorem sociální antropologie na Collège de France. Od roku 1973 až do své smrti byl členem Francouzské akademie.

## Myšlení
Francouzská předválečná sociologie pod vlivem E. Durkheima chápala společnost jako svébytnou skutečnost spíše nadřazenou jednotlivci a hledala společné rysy a vývojové spojitosti mezi různými typy společností. V New Yorku se Lévi-Strauss setkal s americkou kulturní antropologií, jež pod vlivem svého zakladatele F. Boase zkoumala hlavně rozdíly mezi různými společnostmi. K tomu se zvláště hodilo studium jejich jazyků.
Pod vlivem R. Jakobsona dal ovšem Lévi-Strauss přednost strukturalistickému pojetí jazyka jako systému znaků, jež spojují označující (zvuk, slovo) s označovaným (předmětem či pojmem). Tuto myšlenku pak přenesl na studium společenských vztahů, jež se také vyjadřují jazykem a chápou často v opozicích (muž X žena, rodič X dítě, příroda X kultura apod.). Protože za hlavní úkol antropologie pokládal studium nevědomých (neuvědomovaných) kulturních struktur různých společností jako protikladu ke strukturám přírodním, věnoval se zejména strukturám příbuzenství a roli zákazu incestu, strukturám mýtů a vyprávění a vůbec „myšlení přírodních národů“. Nevědomé (neuvědomované) kulturní struktury chápal Lévi-Strauss analogicky ke gramatickým strukturám v rámci jazyka, které mluvčí jazyka používají, aniž by si uvědomovali zákonitosti jejich fungování. Kromě toho se také vehementně zastával ohrožených etnických skupin a jejich kultur a byl přesvědčen, že postupující kulturní homogenizace přináší obrovské ztráty.

## Česky vyšlo
- Antropologie a problémy moderního světa. Praha 2012
- Cesta masek. Liberec 1996
- Chvála moudrosti. (Merleau-Ponty, Lévi-Strauss, R. Barthes). Bratislava 1994
- Myšlení přírodních národů. Liberec 1996
- Mythologica 1. Syrové a vařené. Praha 2006
- Mythologica 2. Od medu k popelu. Praha 2006
- Mythologica 3. Původ stolničení. Praha 2007
- Mythologica 4. Nahý člověk. Praha 2009
- Mýtus a význam. Bratislava 1993
- Příběh rysa. Praha 1995
- Rasa a dějiny. Brno 1999
- Smutné tropy. Praha 1966
- Strukturální antropologie. Praha 2006
- Totemismus dnes. Praha 2001